# Jean Bertolino
 (juillet 2021).
Si vous disposez d'ouvrages ou d'articles de référence ou si vous connaissez des sites web de qualité traitant du thème abordé ici, merci de compléter l'article en donnant les références utiles à sa vérifiabilité et en les liant à la section « Notes et références ».
Pour les articles homonymes, voir Bertolino.
Jean Bertolino, né le 31 mars 1936 à Marseille, est un journaliste et écrivain français.

## Biographie
Ancien élève de l'École supérieure de journalisme de Paris (promotion 1959-1961), grand reporter, correspondant de guerre, il travaille pour La Croix, Le Monde, Le Figaro et plusieurs quotidiens de province. Il obtient le Prix Albert-Londres en 1967 pour ses reportages sur le Vietnam et le Cambodge en guerre et sur la révolte des Kurdes en Irak, publiés dans le journal La Croix et repris par de nombreux journaux étrangers.
À son retour à Paris, il est invité à témoigner de ce qu'il a vu et à répondre aux questions des jeunes militants du "comité Vietnam national". Par ce biais, il fait la connaissance des étudiants de Nanterre qui participent à Mai 68, puis décide de raconter leur vie sur le campus dans un livre publié en 1969 qui prend le parti d'arrêter le récit au 3 mai et de recouper les témoignages avec des documents écrits, avec une très grande pluralité et diversité des sources, et un an de recul, ce qui en fait un des meilleurs ouvrages sur le sujet, qui inspirera en 1971 le romancier Robert Merle pour "Derrière la vitre".
Il devient en 1987 responsable du service des grands reportages à TF1, alors chaîne publique avec laquelle il collabore depuis 1983.   
À partir de 1988, il est producteur de l'Unité de Programmes de grands reportages 52 sur la Une, magazine dont le dernier numéro sera présenté en juin 2001. Le 21 juillet 1987, dans un numéro de l'émission 52 sur la Une, un reportage sur les mystères des catacombes présente une messe noire plus vraie que nature, mais qui s'avère jouée par des figurants.
Le Canard qui avait dénoncé un « bidonnage » déclenchant dans la presse un regrettable panurgisme, a en deuxième analyse reproché au magazine de ne pas avoir inséré le mot « RECONSTITUTION » sur les images de ces fameuses messes noires, mais puisque Jean Bertolino signalait en plateau qu’elles étaient fausses, elles étaient forcément reconstituées.
Parmi les faits marquants de la carrière de Jean Bertolino on peut se souvenir qu’il fut l’un des premiers journalistes à se rendre dans les maquis Kurdes d’Irak en 1965, où il rencontra le célèbre guerrier Mollah Mustafa Barzani, père de l’actuel leader Kurde. Il retournera ensuite chaque année dans les zones libérées du Kurdistan et sera un partisan actif de cette cause. On peut aussi évoquer ses séries de grands reportages sur le Sud et le Nord Vietnam publiées dans le journal La Croix en 1966 qui lui valurent de recevoir le prix Albert Londres en 1967 dont il est l’un des plus anciens lauréats encore en vie. Ne pas oublier ses deux incursions clandestines en Afghanistan alors occupé par les Soviétiques, en 1981 et 1982 avec des équipes de télévision. Il en rapporta deux films qui furent diffusés, le premier sur FR3, et le second sur TF1. (Films archivés à l’INA). Enfin sans s’étendre sur tous les reportages de guerre réalisés au Salvador, au Liban, en Bolivie, en Colombie notamment, il n’est pas inutile d’évoquer une traversée du Jourdain nocturne, en territoire occupé palestinien, dans l’angle mort des miradors de l’armée israélienne dont les photos ont été diffusées dans Paris-Match en 1970. Par ailleurs, comment ne pas évoquer, en Colombie, dans un coin perdu de la Cordillère, sa rencontre avec le narcotrafiquant alors le plus recherché du monde, Pablo Escobar, et l’interview qu’il réalisa devant la caméra de son équipier et collaborateur Tony Comiti sous l’œil attentif de sicaires ayant dégainé leurs 357 Magnum. Menacé de mort s’il diffusait ce film il dut attendre l’exécution du chef du Cartel de Medellin pour pouvoir le mettre à l’antenne dans le magazine 52 sur la Une dont il était le producteur.
De plus, il a dans les années 1960 collaboré avec L'Événement de D'astier de la Vigerie et dans les années 70 avec Les temps Modernes de J.P. Sartre.
Jean Bertolino est également l'auteur de romans.

## Publications
- Vietnam sanglant, Stock, 1968
- Les Trublions, Stock, 1969
- Les Orangers de Jaffa, France-Empire, 1974
- Albanie, la sentinelle de Staline, Le Seuil, 1979
- Histoires vécues, L'Archipel, 1993
- Madame l'Etoile, Flammarion, 1997
- La Frontière des fous, Flammarion, 1998
- Le Chant du Farou, Alzieu, 2000
- Chaman, Presses de la Cité, 2002
- Fura-Tena, Presses de la Cité, 2004
- Pour qu'il ne meure jamais, Calmann-Lévy, 2010
- Et je te donnerai les trésors des ténèbres, Calmann-Lévy, 2014
- Roues Libres, récit. Edition "deBorée" 2021

## Récompenses personnelles de Jean Bertolino
- Prix Albert-Londres 1967[3]
- Grand Prix de Poésie 2011 de la Société des poètes et artistes de France (SPAF) pour l'ensemble de ses écrits en prose - articles, romans, grands reportages - et paroles de chansons[4]
- Il reçoit la Plume d'or de la Société des Auteurs Savoyards en 2002 des mains du ministre Besson (Chambéry).

## Récompenses obtenues par ses équipes et lui-même dans le cadre de l'émission52 sur la Une
- 1989 : Prix Albert-Londres pour « Les enfants de la honte »
- 1989 : Prix Ondas pour le reportage « Les enfants de la honte »
- 1997 : « 7 d’or » dans la catégorie « meilleur magazine »
- Prix Nostra de Valence pour « La Fièvre verte »
- Prix Ondas pour « Recherche femmes désespérément »
- Prix Monte-Carlo
- Prix Les Yeux d’or
- 1998 : Prix du festival de Banff pour le reportage « Les Chariots du diable » dans la catégorie « Best film on mountain culture »
- Grand prix humanitaire du Festival d’Autrans pour le reportage « Les Forçats du volcan »